# 表参道アドベンチャー
表参道アドベンチャー（おもてさんどうアドベンチャー）は、『月刊アスキー』1982年4月号綴じ込み付録である『年刊AhSKI!』2号に掲載されたアドベンチャーゲームである。本作はアスキー誌初のテキストアドベンチャーゲームで、国産アドベンチャーゲームの草分け的存在である。作者はアスキーの編集者、協力者であった高橋直穂と秋山秀樹である。
本作はプレイヤーはマイコン雑誌の編集者となってライバル誌の『月刊アスキー』の活動を妨害するため、編集部に侵入し、何らかの破壊工作を行うという内容である。
テキスト・コマンドは全て英語で入力する必要がある。また、カセット・テープからロードする場合でも、当時としてはプログラムの容量が大きかったため時間がかかり、しかも任務遂行に失敗するとすぐ死んでしまい、プログラムもすべて消去されるというものだった（つまり、もう一度プレイするにはまた最初からロードしなおす必要があった）。その為、ダンプリストのプログラムにはあらかじめ「チェック・サム・プログラム」という、打ち間違いがあった場合、その範囲を表記する簡易的なプログラムも含まれていた。
アドベンチャーゲームというジャンルを初めて紹介するということもあって、誌面はアドベンチャーゲームの基本的なコンセプトやゲームの進行方法を説明する前説から始まり、4ページに渡る16進ダンプリストも掲載された。
なお、題名の「表参道」は、当時のアスキーのオフィスがあった東京都渋谷区からとられている。
対応機種はPC-8001、PC-8801（N-BASICモード）、MZ-80K/C/K2、MZ-80B。Z80マシン語で開発されており、プログラムサイズは約8Kバイト。PC-8001・PC-8801版はのちにカセットテープで発売された。
2004年に刊行された『月刊アスキー別冊 蘇るPC-9801伝説』（2004年刊）付録のCD-ROMには、『南青山アドベンチャー』（1983年、『年刊AhSKI!』3号収録）とともに、本作が収録されている。
姉妹編に、『南新宿アドベンチャー』（2001年、『パロディ版BSD magazine Vol.1 2001』収録）がある。